# Parafia św. Marii Magdaleny we Wrzeszczowie
Parafia św. Marii Magdaleny we Wrzeszczowie – jedna z 10 parafii rzymskokatolickich dekanatu przytyckiego diecezji radomskiej. 

## Historia
- Pierwotny kościół drewniany pw. św. Marii Magdaleny powstał na początku XV w. Parafia istniała od około 1470. Stary kościół spłonął w 1707, a obecny był budowany w latach 1707 - 1716 staraniem ks. Wawrzyńca Borowieckiego. Początkowo wzniesiono kaplicę Matki Bożej i drugą św. Urbana, z fundacji Marianny Lassockiej z Karskich. Poświęcone zostały w 1707. Całość budowy ukończono nakładem Stanisława Morsztyna wojewody sandomierskiego. Kościół był remontowany w XIX i XX w., a ostatnio w latach 1975 - 1976. Świątynię konsekrowano w 1921. Jest to budowla barokowa, orientowana, wzniesiona z kamienia.

## Proboszczowie
- 1958 - 1959 - ks. Jan Kwarciński
- 1959 - 1972 - ks. Adam Powęska
- 1972 - 1974 - ks. Tadeusz Białecki
- 1974 - 1988 - ks. Adam Szeląg
- 1988 - 1993 - ks. Adam Łyżwa
- 1993 - 2002 - ks. Tadeusz Skrzypczak
- 2002 - 2011 - ks. Wiesław Zalas
- 2011 - nadal - ks. Bogdan Andrzej Łukasiewicz

## Terytorium
- Do parafii należą: Dęba, Glinice, Mścichów, Witoldów, Grabowska Wola, Wola Wrzeszczowska, Wrzeszczów, Wygnanów.